# Božićno jutro
Božićno jutro drugi je studijski album Mije Dimšić. Diskografska kuća Croatia Records objavila ga je 1. prosinca 2017.

## Popis pjesama
| 1.    | »Božićno jutro (The Christmas song - Chestnuts Roasting On An Open Fire) feat. Ante Gelo« | 4:00 |
| 2.    | »Cimet i čaj«                                                                             | 3:01 |
| 3.    | »Veselje ti navješćujem«                                                                  | 3:28 |
| 4.    | »Snježna ulica (Winter Wonderland)«                                                       | 2:57 |
| 5.    | »I'll Be Home For Christmas«                                                              | 3:27 |
| 6.    | »Božić bez tebe«                                                                          | 3:54 |
| 7.    | »Radujte se narodi (feat. Igor Geržina)«                                                  | 2:48 |
| 8.    | »It's Not Christmas Without You (feat. Iva Pešut)«                                        | 4:33 |
| 9.    | »Zlatnih krila (feat. Emanuel)«                                                           | 3:46 |
| 10.   | »Jingle Bell Rock«                                                                        | 2:12 |
| 11.   | »Pjesma prijatelja (Auld Lang Syne)«                                                      | 3:44 |
| 37:57 |                                                                                           |      |

## Nagrade i priznanja
- 2018. Porin za najbolji album popularne duhovne glazbe (pjesma Božićno jutro)[1]